# Spree2011
Die Initiative SPREE2011 ist ein von Ralf Steeg gegründetes Projekt in Berlin, das sich dafür einsetzt, die Wasserqualität der Spree zu verbessern. 

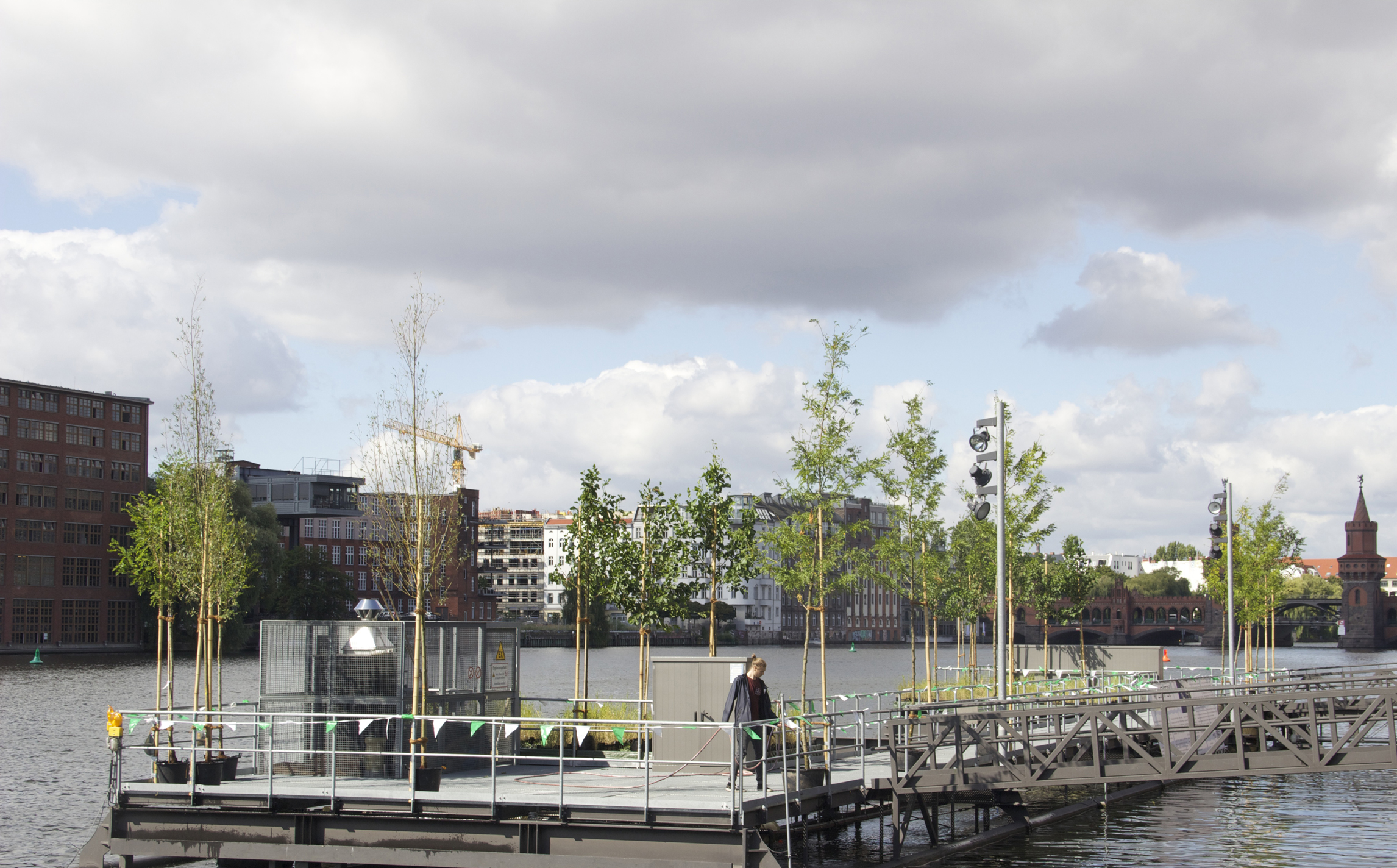
SPREE2011 Speicher mit dem im Jahr 2015 angelegten Garten

## Hintergrund
Eine der Hauptursachen für die Gewässerbelastung im innerstädtischen Bereich ist die bestehende Mischwasserkanalisation. In Berlin läuft diese heute bis zu 30 Mal im Jahr über. Die Abwässer beinhalten Fäkalien, Öle, Arzneimittel, Schwermetalle und Plastik. Es werden in Berlin pro Jahr zwischen 4 und 6 Milliarden Liter ungeklärte Abwässer eingeleitet. Immer wieder kommt es zu massivem Fischsterben im Berliner Gewässersystem.

## Planung

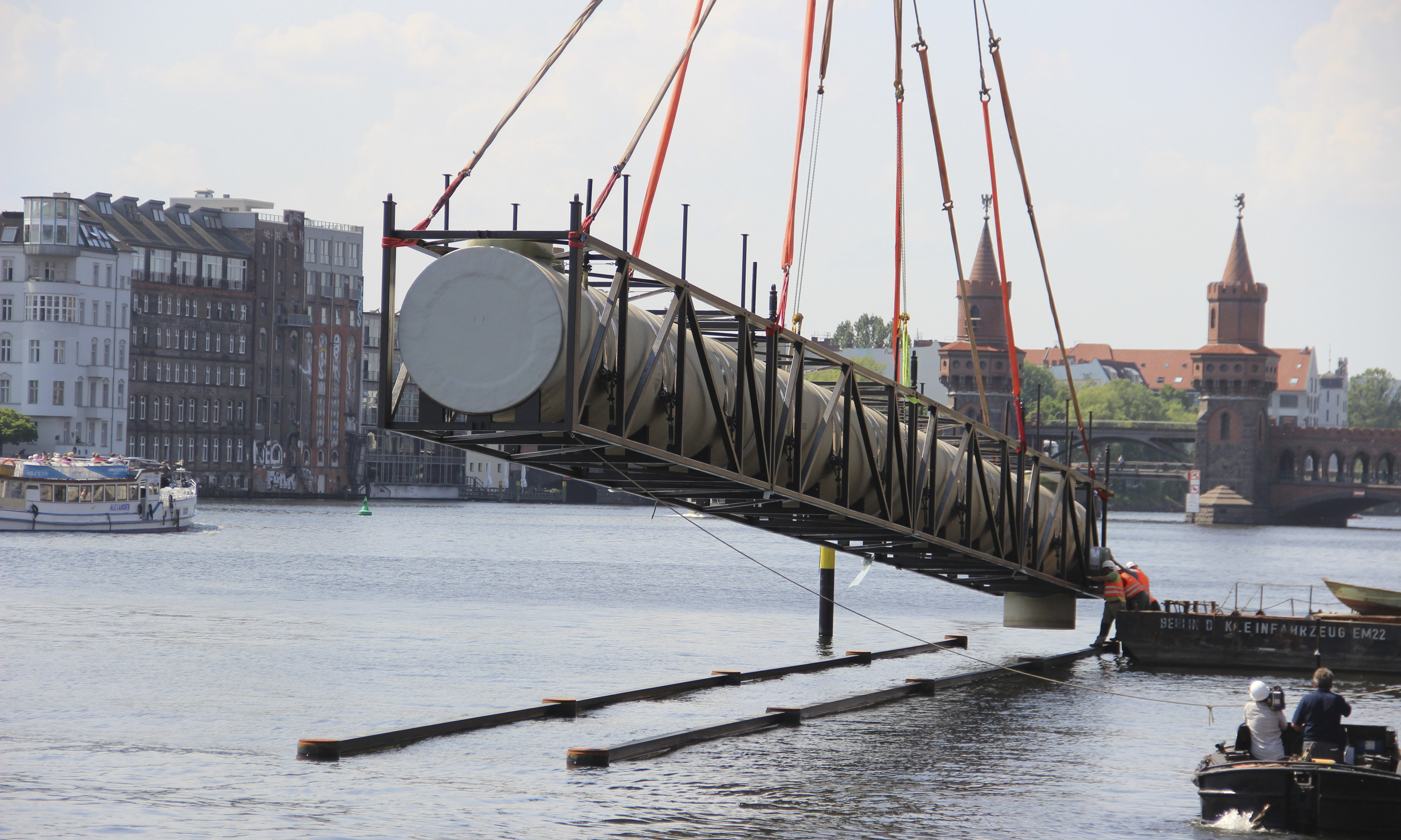
Montage des SPREE2011 Speichers im Berliner Osthafen

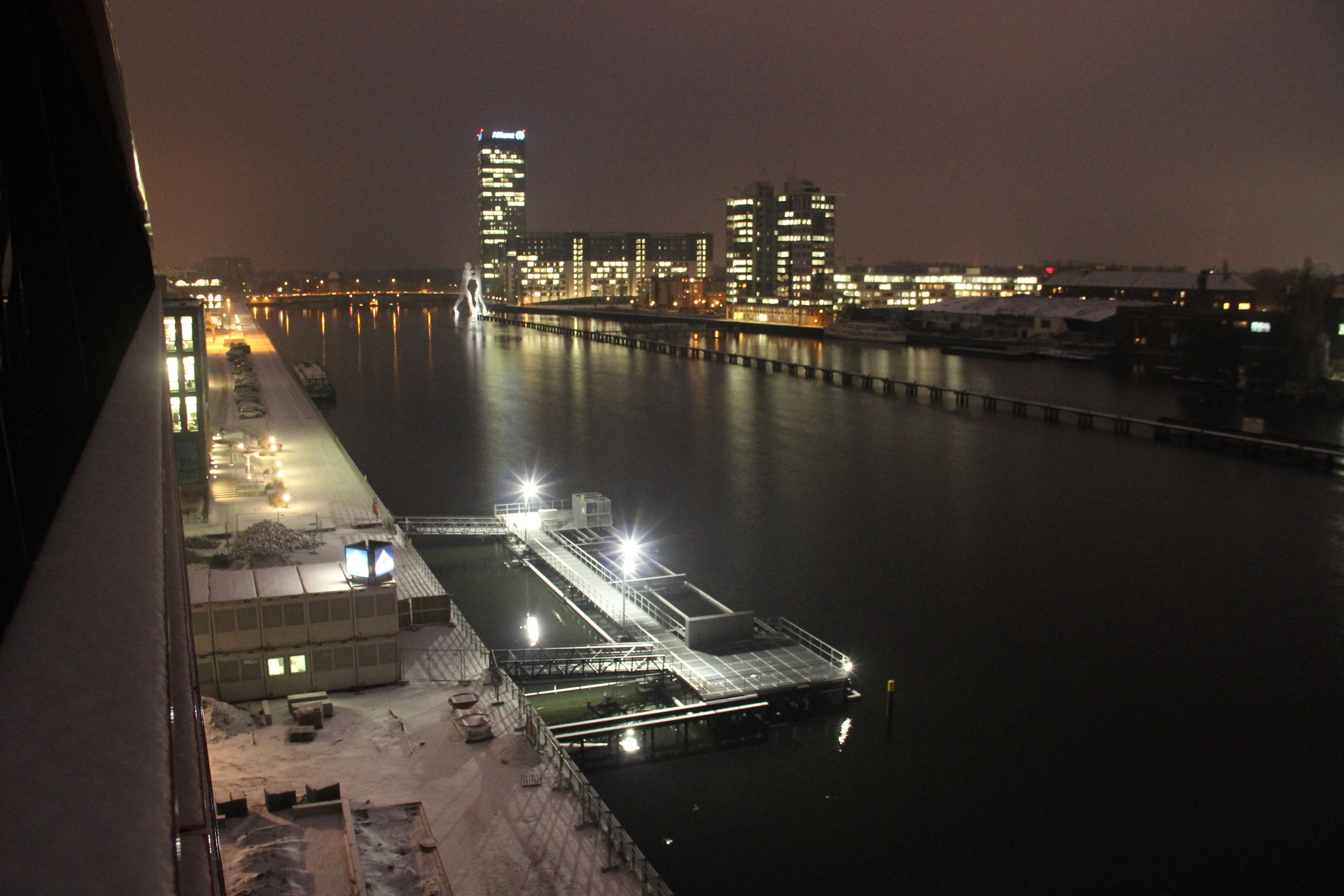
SPREE2011 Speicher bei Nacht während der Bauphase

Der vom Landschaftsarchitekten und Umweltingenieur Ralf Steeg entwickelte Lösungsvorschlag sieht vor, Behälter in der Spree zu verankern, die das Abwasser direkt dort abfangen, wo es überläuft. Nach Ende der Regenereignisse wird es aus den Behältern zurück in die Kanalisation und von dort zum Klärwerk gepumpt. Das System ist modular und kann so an die geforderten Bedingungen und nach Einleitungspunkt unterschiedlichen Abwassermengen angepasst werden. In der Funktion entsprechen die Anlagen gängigen Regenüberlaufbecken. Auf den so entstehenden Oberflächen wären Nutzungsmöglichkeiten wie für Cafés und Freiluftkinos oder Gärten möglich und würden so durch Mieteinnahmen die Baukosten für die Kommunen verringern. Das Projekt wurde vom Bundesministerium für Bildung und Forschung mit 1,1 Millionen Euro zur Realisierung einer ersten Anlage gefördert, der Forschungspartner TU Berlin erhielt 900.000 Euro. Am 11. Dezember 2007 begannen die Arbeiten zur Untersuchung des Baugrundes.

## Entwicklung und Realisierung
Zu Beginn erhielt Steeg von den Berliner Behörden keinerlei Unterstützung. Obwohl man 2010 das Projekt auf der Weltausstellung Expo in Shanghai als Modell vorstellte, waren etwa die Berliner Hafen- und Lagergesellschaft sowie die Wasserbetriebe gegen eine Umsetzung, teils, weil man den Wertverfall eigener Grundstücke befürchtete, teils weil man die Risiken als „unabwägbar“ einschätzte. Ralf Steeg wurde durch eine Reihe von Partnerinnen und Partnern unterstützt. Unter anderem arbeitete die Urbanistin Sally Below mit ihm an der Vermittlung der Idee.
Gegen viele Widerstände gelang es, eine Pilotanlage zu realisieren. Baubeginn war im April 2012. Im September 2012 wurde sie im Berliner Osthafen fertiggestellt, und am 22. April 2013 ging sie in Betrieb. Die zweijährige Probephase wurde von der Technischen Universität Berlin überwacht. Im April 2015 bescheinigte diese der Anlage eine einwandfreie Funktion. Im September 2015 gaben die Berliner Wasserbetriebe den Ankauf der Anlage bekannt.

## Ausstellungen
- 2008 Architekturforum Aedes
- 2008 Architekturbiennale Venedig, deutscher Pavillon[6]
- 2008 Deutsches Architekturmuseum Frankfurt/M.
- 2010 Expo Shanghai, deutscher Pavillon[7]
- 2010 Martin-Gropius-Bau Berlin: "WeltWissen. 300 Jahre Wissenschaften in Berlin"
- 2011 Märkisches Museum (Berlin): „Frag deine Stadt“, Dauerausstellung

## Preise
- Shortlist Zumtobel Group Award
- Shortlist Deutscher Nachhaltigkeitspreis
- Werkstatt N Projekt des  Rates für Nachhaltige Entwicklung der Bundesrepublik Deutschland